# Pinus durangensis
Pino de Durango (Pinus durangensis) es una especie de pino de la familia Pinaceae. Posee una altura de hasta 40 m y una copa redonda, hojas delgadas, ligeramente gruesas y verdosas pálidas. Sus conos son de tonalidad roja ligeramente curveados, Se distribuye principalmente en los estados de Chihuahua, Durango y Sonora. Su hábitat se asocia a bosques de coníferas y quercus. En México se encuentra en la categoría de casi amenazada y está sujeta a protección especial por SEMARNAT. Se utiliza en la industria maderera para la elaboración de diversos artículos. 

## Descripción
Es un árbol de fuste recto de hasta 40 m de altura y 15 dm de DAP; copa redondeada y compacta en los árboles maduros, con ramas péndulas a horizontales, frecuentemente sigmoideas; árboles jóvenes con copa de forma cónica. Ramillas tiernas a veces con tinte azuloso. Corteza rugosa, dividida en grandes placas escamosas de color café oscuro, café pálido en la parte media, y separadas por fisuras.
Hojas en fascículas de 6, a veces de 5 o 7, y raramente de 4 u 8 en la misma ramilla, de 14 a 30 cm de largo, delgadas o medianamente gruesas, de 0,6 a 1 mm de ancho, 0,6 a 0,7 mm de grueso, de sección angostamente triangular, flexibles, erectas o algo colgantes, de color verde amarillento o verde pálido, lustrosas, márgenes finamente aserrados; estomas en 2 o 3 hileras sobre la superficie dorsal, 2 o 3 hileras sobre cara ventral; canales resiníferos 2 o 3, ocasionalmente 4, medios o raramente uno de ellos interno; paredes exteriores del endodermo engrosadas; hipodermo irregular, con intrusiones hacia el clorénquima; haces fibrovasculares dos, contiguos pero su carácter dual evidente, o a veces separados. Vainas persistentes, de color café castaño o rojizo y luego café oscuro, escamosas, de 2 a 3 cm de longitud cuando inmaduras, luego reduciéndose a 14 a 18 mm de longitud. Conillos solitarios o en grupos de 2, 3 y 4 sobre pedúnculos firmes; con pequeñas escamas gruesas y con espina aguda y erecta.
Conos ligeramente curveados, ovoides, de 6 a 10 cm de largo, de color café rojizo, generalmente en grupos de 2 a 3, a veces solitarios, semipersistentes durante varios meses; sobre pedúnculos cortos y firmes de 5 a 10 mm de largo, semiocultos entre las escamas basales, por lo que el cono aparenta ser sesil, al caer el cono, el pedúnculo y algunas escamas basales quedan pegados a la rama. Escamas del cono tiesas, duras, con ápice redondeado o subagudo; apófisis levantada, subpirimidal, transversalmente aquillada; umbo dorsal, levantado, reflejo, gris ceniciento, con una espina aguda, corta, a veces recurvada, caduca o persistente. Semillas pequeñas, de color gris, subtriangulares, de 5 a 7 mm de largo, con ala de color amarillento.

## Usos
Madera ligera, suave de color amarillento, de excelente calidad; la madera se usa en aserrío, triplay, molduras, duelas, empaques de madera (tarimas y carretes), ebanistería; y en menor grado en muebles, pulpa para papel y postes. Se recomienda para plantaciones comerciales. Ocasionalmente se utiliza como ornamental.
Se pueden hacer dildos con la madera, también se puede fumar las hojas como fuente medicinal, es usado en algunos lugares de México como fuente medicinal quita dolores, de manera fumada controla el estrés y la depresión.

## Distribución en México
Asociación vegetal: bosque de coníferas y bosque de pino- Quercus; coordenadas geográficas de los 19° 35′ a los 30° 15′ de latitud norte, y de los 102° 0′ a los 108° 20′ de longitud oeste; entidades: se distribuye al noreste de la Sierra Madre Occidental entre Chihuahua, Sonora y Durango.

## Nombres comunes
- Pino
- Pino alazán
- Pino blanco
- Pino de Durango
- Pino de seis hojas
- Pino duranguensis
- Pino real
- Pino real de seis hojas
- Pino tarasco[2]

## Requerimientos ambientales
Altitud (m s. n. m.) de los 2500 a 2700; suelos muy profundos de textura: franca, limo-arcillosa de café a café rojizo, con un pH: de 6 a 7; materia orgánica: de moderados a ricos, 5 a 10%; Fertilidad: ricos en nitrógeno; otras: habita en suelos sílicos-humíferos, permeables y profundos, ricos en calcio y potasio, pero pobres en fósforo;  temperatura (°C) de 9 a 17;  precipitación (mm) de 600 a 1200; es una especie de clima templado, presenta resistencia a heladas y no tolera las sequías. (Molinota)

## Estado de conservación
Es una especie endémica de México que actualmente está considerada como especie sujeta a protección especial por SEMARNAT.

## Taxonomía
Pinus durangensis fue descrita por Pierre Marie Arthur Morelet  y publicado en Anales del instituto de Biología de la Universidad Nacional de México 13: 23, f. 1–4. 1942.
- Este taxón fue descrito por Maximino Martínez (Anales del Instituto de Biología de la Universidad Nacional de México)

Etimología
Pinus: nombre genérico dado en latín al pino.
durangensis: epíteto geográfico que alude a su localización en Durango.
Sinonimia
- Pinus martinezii E.Larsen[5][6]